# Мигдаль-Цедек

Крепость Мигдаль Цедек

Мигдаль-Цедек (ивр. מגדל צדק‎, также Мигдаль-Афек) — крепость, расположенная в центре Израиля, на шоссе Бен-Шемен — Рош-ха-Аин. Находится неподалёку от кургана древнего Афека. Рядом расположены укрепления Антипатриды.

## Этимология
Название «Мигдаль-Цедек» переводится как «Башня справедливости». Старое название на иврите — «Мигдаль-Афек», на арабском — «Мадждал Яба». Существует версия, по которой современное название произошло от имени бедуинского шейха Ахмеда Цадеки, который жил данном районе в XIX веке и занимался сбором налогов. Позже турки его сослали в Трапезунд, а его имя сохранилось в названии крепости.

## История крепости
В период Древнего Египта и средневековья крепость контролировала караванный путь из Яффо в Иерусалим. Около V—VI в. византийские монахи построили на этом месте монастырь, посвящённый великомученику Кириакосу, о чём говорит вмурованная в стену табличка «с ушами», так называемая «табула ансата», типичная для римского и византийского строительства. Стена, в которую вмурована табличка, была внешней стеной монастыря, о чём говорят прорубленные в ней бойницы — монахам приходилось защищать свои жизни. Позже стена стала одной из внутренних стен крепости, перестроенной во времена крестоносцев. Есть также следы мусульманских перестроек, последние — в турецкие времена.
Среди руин арабского села Мадждаль Цадик много раз перестроенный замок Мирабель («Чудо Красы»). Этот замок принадлежал роду Ибелинов, бывших сеньорами Рамле и Явне (XII век). Позднее замок был перестроен турками, в нём сохранились помещения постоялого двора и склады продовольствия.
С цитадели крепости хорошо просматривается Тель-Афек, библейский город, важная станция так называемого «морского пути». К западу от Афека — постоялый двор и крепость времён Сулеймана Великолепного на фундаменте замка эпохи крестоносцев Сурди Фонт — «Тишайших струй». В этом месте — истоки реки Яркон. В 100 м отсюда видны развалины мельницы крестоносцев.